# Чінарова Тамара Євсіївна
Тамара Євсіївна Чінарова (до шлюбу Рекемчук, у шлюбі Фінч, 18 липня 1919, м. Четатя-Албе, Румунське королівство (нині м. Білгород-Дністровський, Одеська область, Україна) — 31 серпня 2017, м. Малага, Іспанія) — австралійська балерина українського, вірменського та грузинського походження родом із Білгорода-Дністровського, Одеська область.

## Життєпис
Народилася 18 липня 1919 року у бессарабському місті Четатя-Албе, нині Білгород-Дністровський. Її родина мала українські, вірменські та грузинські корені. Сестра письменника Олександра Євсейовича Рекемчук.
Дід за материнською лінією — Крістапор Чінарян (Kristapor Chinaryan), вірменський землевласник, який пережив масові вбивства вірмен 1894—1896 років Османською імперією. 1895 року він утік до Бессарабії, де прийняв русифіковане прізвище Чінаров. Одружився з українкою і врешті став дуже заможним: володів виноградниками, трьома будинками і готелем. Під час кишинівських погромів 1903 року він переховував єврейські родини у своїх підвалах.
Матір Тамари Анна Чінарова вивчилася на медсестру і працювала у Червоному Хресті під час Першої світової війни. Там познайомилася з капітаном Російської імператорської армії Євсевієм Тимофійовичем Рекемчуком українського і грузинського походження, з яким одружилася 1918 року. У 1920-ті роки вся родина емігрувала до Франції і жила в Парижі, де Тамара почала займатися танцями з емігрантськими балеринами з Імператорського російського балету. 1926 року батько переїхав у Радянський Союз, побажавши будувати нове соціалістичне суспільство. Тамара з матір'ю, яка була переконаною антибільшовичкою, вирішили залишитися в Парижі і більше ніколи не бачили батька. Тамара взяла дошлюбне прізвище матері.
1926 року батько вдруге одружився — з українською акторкою Лідією Приходько (1905—1984), наступного року у них народився син Олександр Рекемчук, який став журналістом і письменником. Євсевія Рекемчука заарештували за звинуваченням у шпигунстві на користь Румунії і розстріляли 11 жовтня 1937 року. Посмертно, після смерті Сталіна, його реабілітували.

### Життя і творчість
У десятирічному віці Тамара почала вчитися у відомої викладачки, колишньої балерини Імператорського російського балету Ольги Преображенської. Вже 1931 року Тамара вирушила в тур по Алжиру і Марокко, де її представляли як «найменшу балерину в світі». 1932 року вона виступала у Румунії, в тому числі у рідному місті Четатя-Албе. Гастролі по Румунії супроводжували циганські музиканти, в яких Чінарова вчилася складним циганським танцям — пізніше вона танцювала їх у балеті Петрушка.

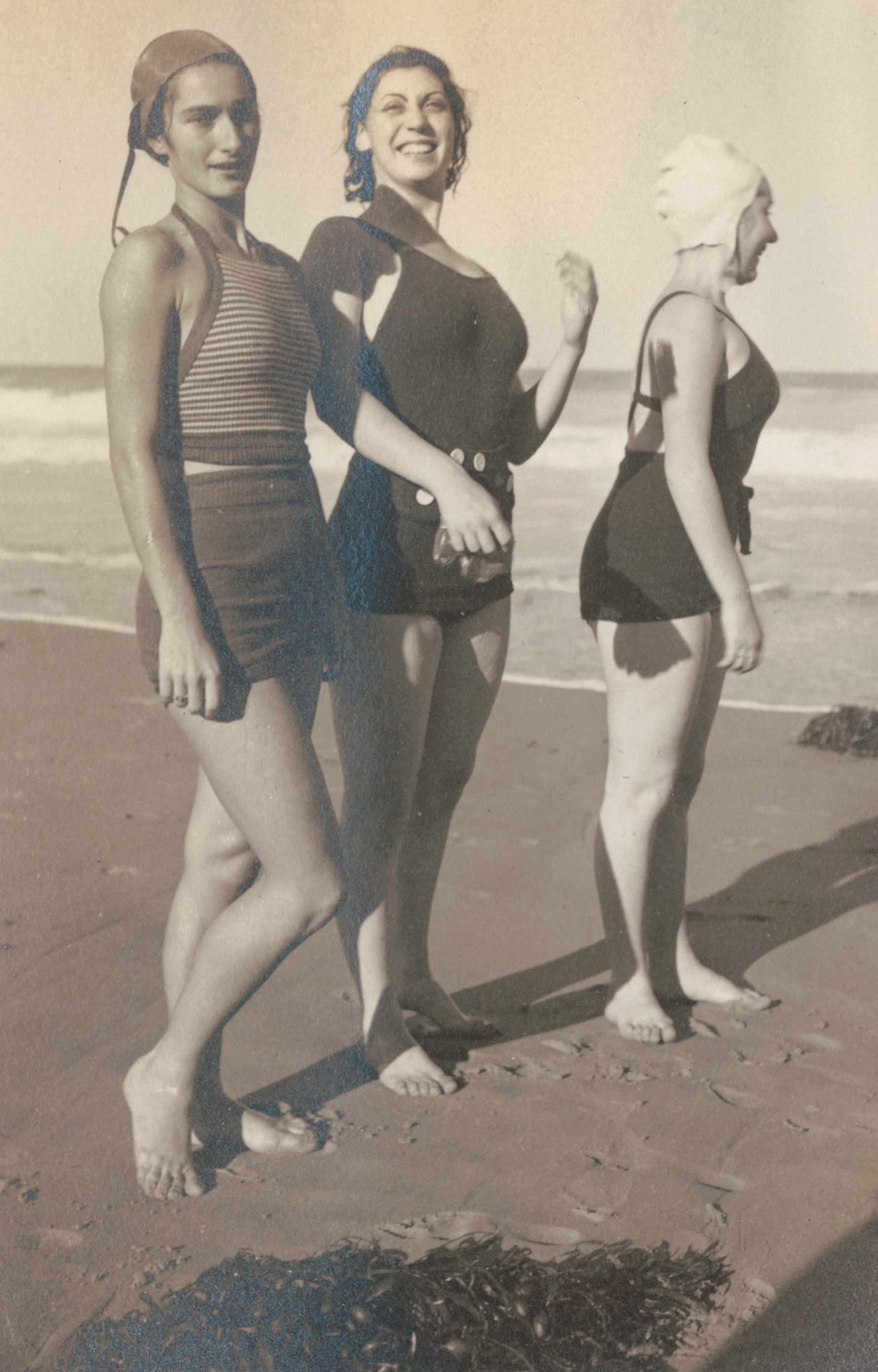
Артистки трупи «Російського балету Монте-Карло» Тамара Чінарова (зліва) і Ніна Юшкевич (в центрі) на пляжі Бунгало, Новий Південний Уельс

Після повернення до Франції у Парижі хореограф Джордж Баланчин звернув увагу на Чінарову та її однокласників та обрав їх для танцювальних вистав в опереті «Орфей в пеклі». 1932 року Тамара Чінарова приєдналася до Оригінального російського балету в Монте-Карло і швидко завоювала популярність. Чінарова виступала зі своїми однокласницями — Іриною Бароновою, Тетяною Рябушинською і Тамарою Тумановою, які, за словами Баланчина, були «російськими балеринами, що ніколи не танцювали в Росії».
1936 року Тамара Чінарова приїхала з гастролями в Австралію, а через два роки знову повернулася сюди з Оригінальним російським балетом. Вона справила сильне враження на австралійську публіку в балетах Les présages, Thamar і Le Beau Danube bleu. 1939 року, після закінчення туру по Австралії, балерина вирішила лишитися в цій країні. 1940-х років вона зробила вагомий внесок у становлення нових австралійських труп, у тому числі Елен Кірсової та Едуарда Борованського. В середині 1940-х була головною танцівницею балету Едуарда Борованського і працювала з ним над відновленням балетів з репертуару російських творів.
Після припинення танцювальної кар'єри Тамара Чінарова-Фінч працювала російською перекладачкою для багатьох англомовних танцювальних труп, у тому числі для Австралійського балету під час його гастролей в Росії і для російських артистів, які гастролювали на Заході. Вона також писала про танці і публікувала свої роботи в ряді танцювальних журналів, зокрема у Dancing Times. 1958 року разом із Гектором Кемероном стала співавторкою збірки російських казок для дітей під назвою «Маленький король: книга двадцяти ночей і однієї ночі» (The Little King: The book of twenty nights and one night).

### Приватне життя
1943 року Тамара Чінарова вступила в шлюб з актором Пітером Фінчем і працювала з ним над кількома фільмами. 1949 року народила доньку Аніту і подружжя переїхало до Лондона. Чінарова розлучилася з Фінчем 1959 року, після того як дізналася про його роман із британською акторкою Вів'єн Лі у Каліфорнії. 2004 року Тамара переїхала в Іспанію до своєї доньки.
Померла 31 серпня 2017 року в Малазі.